# Ravalli County
Ravalli County ist ein County (Kreis) im Bundesstaat Montana der Vereinigten Staaten. Der Sitz der Countyverwaltung (County Seat) befindet sich in Hamilton.
Das County erstreckt sich über das Bitterroot Valley, durch das der Bitterroot River fließt.

## Demografische Daten

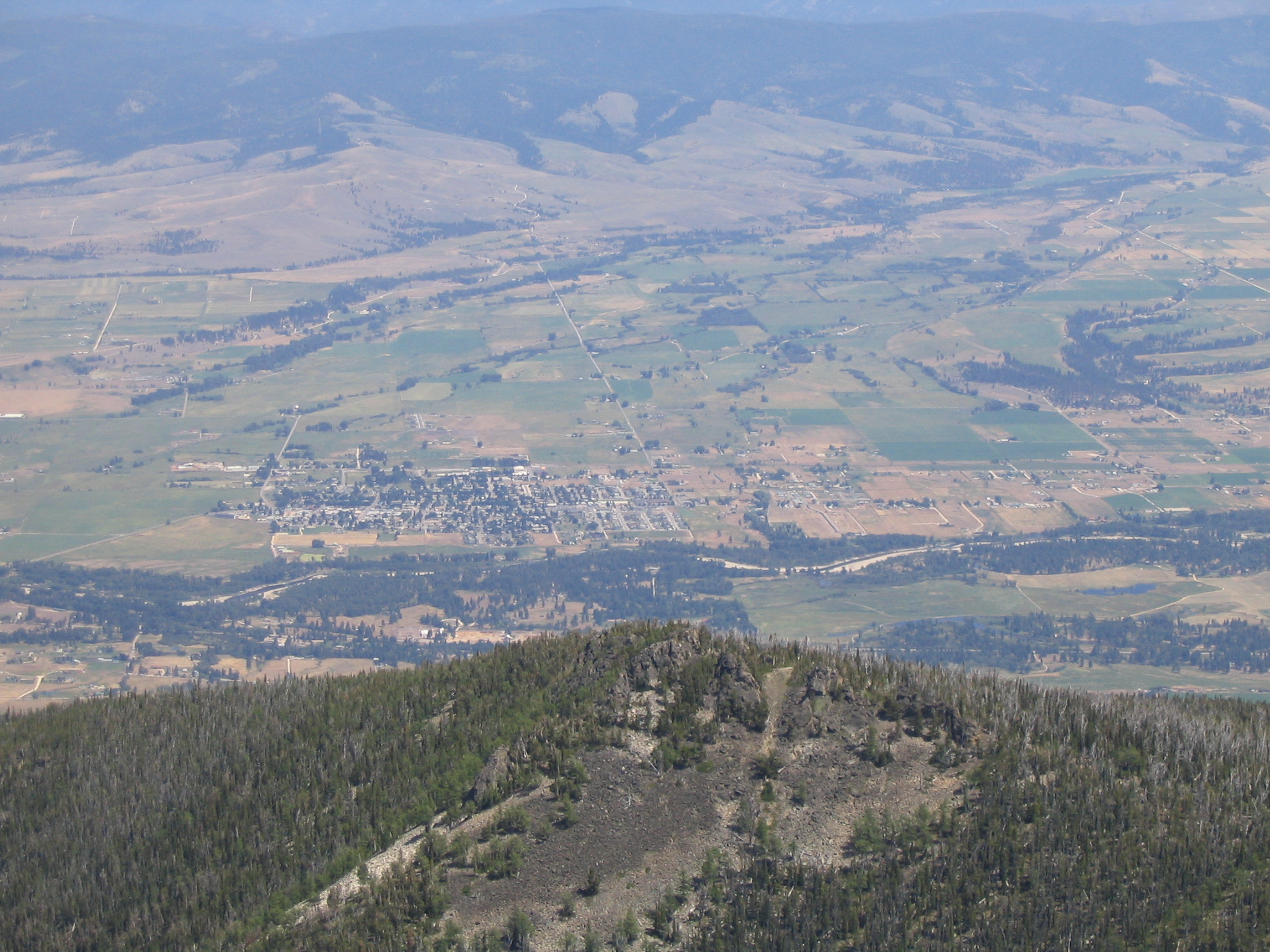
Blick auf Stevensville, den Bitterroot River, das Bitterroot Valley vom St. Mary’s Peak in den Bitterroot Mountains aus gesehen

Nach der Volkszählung im Jahr 2000 lebten im County 36.070 Menschen. Es gab 14.289 Haushalte und 10.188 Familien. Die Bevölkerungsdichte betrug 6 Einwohner pro Quadratkilometer. Ethnisch betrachtet setzte sich die Bevölkerung zusammen aus 96,71 % Weißen, 0,14 % Afroamerikanern, 0,88 % amerikanischen Ureinwohnern, 0,30 % Asiaten, 0,10 % Bewohnern aus dem pazifischen Inselraum und 0,44 % aus anderen ethnischen Gruppen; 1,44 % stammten von zwei oder mehr ethnischen Gruppen ab. 1,88 % der Bevölkerung waren spanischer oder lateinamerikanischer Abstammung.
Von den 14.289 Haushalten hatten 30,20 % Kinder und Jugendliche unter 18 Jahre, die bei ihnen lebten. 60,30 % waren verheiratete, zusammenlebende Paare, 7,50 % waren allein erziehende Mütter. 28,70 % waren keine Familien. 24,10 % waren Singlehaushalte und in 9,80 % lebten Menschen im Alter von 65 Jahren oder darüber. Die Durchschnittshaushaltsgröße betrug 2,48 und die durchschnittliche Familiengröße lag bei 2,94 Personen.
Auf das gesamte County bezogen setzte sich die Bevölkerung zusammen aus 25,60 % Einwohnern unter 18 Jahren, 6,20 % zwischen 18 und 24 Jahren, 24,70 % zwischen 25 und 44 Jahren, 28,00 % zwischen 45 und 64 Jahren und 15,50 % waren 65 Jahre alt oder darüber. Das Durchschnittsalter betrug 41 Jahre. Auf 100 weibliche Personen kamen 98,60 männliche Personen, auf 100 Frauen im Alter ab 18 Jahren kamen statistisch 95,40 Männer.
Das jährliche Durchschnittseinkommen eines Haushalts betrug 31.992 USD, das Durchschnittseinkommen der Familien betrug 38.397 USD. Männer hatten ein Durchschnittseinkommen von 30.994 USD, Frauen 19.987 USD. Das Prokopfeinkommen betrug 17.935 USD. 13,80 % der Bevölkerung und 9,60 % der Familien lebten unterhalb der Armutsgrenze. 20,10 % davon waren unter 18 Jahre und 6,30 % waren 65 Jahre oder älter.

## Geschichte
85 Bauwerke und Stätten des Countys sind im National Register of Historic Places eingetragen (Stand 9. Februar 2018).

## Orte im Ravalli County
Citys
| - Hamilton |

Towns
| - Darby - Pinesdale - Stevensville |

Census-designated places (CDP)
| - Charlos Heights - Conner - Corvallis | - Florence - Sula - Victor |

Unincorporated Communitys
| - Grantsdale - Pyretees - Riverside |